# Bruchophagus noyesi
Bruchophagus noyesi är en stekelart som beskrevs av T.C. Narendran 1994. Bruchophagus noyesi ingår i släktet Bruchophagus och familjen kragglanssteklar. Inga underarter finns listade.